# Южносемитские языки
Южносеми́тские языки — предполагаемая группа внутри семитской языковой семьи. К южносемитским относятся эфиосемитские и современные южноаравийские языки.
Выделение южносемитской группы внутри семитских языков не общепризнанно. Критики этой гипотезы отмечают, что южносемитских языков нет совместных инноваций. Кроме того, многие черты арабского языка сближают его с южносемитскими, в то время как по этой гипотезе арабский относится к центральносемитской группе в семье. Некоторые исследователи выдвигают другую классификацию, в которой южноаравийские, эфиосемитские и центральносемитские языки считаются группами одинакового статуса.
Исторический ареал южносемитских языков неизвестен, его местоположение является предметом дискуссий. Некоторые авторы (например, А. Муртонен, Лионел Бендер) предполагают, что прародина находилась на территории Эфиопии. Другие считают, что прародина находилась на юге Аравийского полуострова. Результаты исследования байесовской моделью 2009 года говорят в пользу этой гипотезы.

## Классификация

### Южноаравийские эпиграфические (сайхадские) языки†
- минейский язык †
- сабейский язык †
- катабанский язык †
  - аусанский язык † (?)
- хадрамаутский язык †

### Современные южноаравийские языки
- мехри
- сокотрийский язык
- шехри
- батхари
- харсуси
- хобйот

### Эфиосемитские языки
- северные эфиосемитские языки
  - геэз †
  - тигринья
  - тигре
    - дахлик
- южные эфиосемитские языки
  - амхарский язык
  - аргобба
  - сильте
  - зай
  - гафат †
  - соддо